# 최민희 (1960년)
최민희(崔敏姬, 1960년 12월 3일~)는 대한민국의 언론인, 정치인으로, 제19·22대 국회의원이다. 언론인 출신으로 정계 입문 이전에는 월간 말 기자, 민주언론시민연합 상임대표, 방송위원회 부위원장을 역임하였다. 이후 정계에 입문하였다. 본관은 경주이며 서울 출생이다.

## 생애
이화여자대학교 사학과를 나온 후 1985년부터 1998년까지 진보적 시사지인 월간 '말'지 기자를 지냈다. 20여 년 동안 언론민주화 운동을 해왔으며, 1994년부터 민주언론시민연합 사무총장과 상임대표를 지냈다. 월간 '말'기자 시절 니시식(西式) 자연건강법을 접하고, 1990년부터 자연건강법에 관한 연구와 잉태, 출산, 육아에 대한 강의를 해왔다. 두 자녀를 두었고, 자연건강법을 함께 나누는 어머니들의 모임인 '수수팥떡아이사랑모임'을 운영하였다.

## 범죄 사실
- 집회및시위에관한법률위반: 징역 1년, 집행유예 2년 - 1982년 12월 30일 선고, 1983년 8월 12일 특별사면복권[2][3]

### 공직선거법 위반
2016년 실시된 제20대 국회의원 선거를 앞두고 공직선거법을 위반한 혐의로 불구속 기소되었다. 2016년 4월 5일 최민희는 더불어민주당 남양주시병 국회의원 후보로 케이블TV 토론회에 나가 "이미 남경필 경기도지사를 만나 남양주시에 경기북부테크노밸리를 최우선 유치해주겠다는 약속을 받아냈다", "얼마 전 유일호 기획재정부 장관을 만나 남양주시에 조안IC가 신설되는 것도 확인했다"는 허위 사실을 공표하였다. 최민희는 남경필과 유일호를 만나 관련 사업을 논의하였으나, 검찰은 해당 사업은 확정이 아니라 추진 단계였다고 판단하였다. 또한 공직선거법에서는 선거운동을 위한 호별방문을 금지하고 있음에도 최민희는 2016년 1월 14일 20대 총선 출마 기자회견을 한 뒤 남양주시청 사무실을 돌며 명함을 돌리는 등 불법 선거운동을 하였다.
2017년 9월 30일 검찰은 최민희에게 벌금 200만원을 구형하였으며, 2017년 10월 18일 의정부지방법원 형사합의12부(노태선 부장판사)는 공직선거법위반으로 최민희에게 벌금 200만원을 선고하였다.
2018년 4월 26일 항소심 재판부인 서울고등법원 형사2부(차문호 부장판사)는 최민희 측이 낸 보도자료 내용 일부 등에 대해 무죄로 판단하며 벌금 150만원을 선고하였다.
2018년 7월 26일 대법원 3부(주심 조희대 대법관)는 공직선거법위반 혐의로 불구속 기소된 최민희에게 벌금 150만원을 선고한 원심을 확정했다.

## 학력
- 서울강남국민학교 졸업
- 상도여자중학교 졸업
- 혜화여자고등학교 졸업
- 이화여자대학교 인문과학대학 사학 학사

## 경력
- 1985년: 월간 '말'지 1호 기자
- 민족생활학교 강사
- 수수팥떡 가족사랑연대 대표
- 2000년 3월: 민주언론운동시민연합 사무총장
- 2004년: 언론개혁국민행동 공동집행위원회 위원장
- 2006년 7월~2008년 2월: 방송위원회 부위원장
- 2006년 8월~2006년 9월: 방송위원회 위원장 직무대행
- 2007년: 성신여자대학교 전임강사
- 2008년: 서울여자대학교 겸임교수
- 2009년 7월~: 사람사는세상 노무현재단 상임운영위원
- 2012년 4월 11일: 대한민국 제19대 국회의원 선거 당선(비례대표, 민주통합당, 초선)
- 2011년 12월~2012년 1월: 민주통합당 최고위원
- 2015년 5월~2015년 12월: 새정치민주연합 원내부대표 (여성)
- 2015년 12월~2016년 5월: 더불어민주당 원내부대표 (여성)
- 2016년 7월~2018년 2월: 더불어민주당 경기도당 남양주시 병 지역위원회 위원장
- 2017년 5월~2017년 7월: 국정기획자문위원회 경제2분과 위원
- 2017년 6월~2018년 8월: 더불어민주당 디지털소통위원장
- 2018년 7월~2020년 5월: 더불어민주당 경기도당 남양주시 병 지역위원회 위원장
- 정책기획위원회 국민주권분과 부위원장 겸 위원
- 한국정보산업연합회 부회장
- 2022년 5월~2022년 6월: 제8회 전국동시지방선거 남양주시장 더불어민주당 후보
- 2022년 9월~2024년 8월: 더불어민주당 국민소통위원장
- 2024년 4월 10일: 대한민국 제22대 국회의원 선거 당선(경기 남양주시 갑, 더불어민주당, 재선)
- 2024년 5월~: 더불어민주당 경기도당 남양주시 갑 지역위원회 위원장
- 2025년 8월~: 더불어민주당 언론개혁특별위원회 위원장

### 의정 활동
- 2012년 5월 30일~2016년 5월 29일: 제19대 국회의원 (비례대표, 민주통합당→민주당→새정치민주연합→더불어민주당, 초선)
  - 2012년 7월~2013년 3월: 제19대 국회 전반기 문화체육관광방송통신위원회 위원
  - 2013년 3월~2016년 5월: 제19대 국회 전반기, 후반기 미래창조과학방송통신위원회 위원
  - 2014년 5월~2014년 7월: 제19대 국회 세월호 침몰사고의 진상규명을 위한 국정조사특별위원회 위원
  - 2014년 6월~2015년 5월: 제19대 국회 후반기 예산결산특별위원회 위원
  - 2014년 10월~2016년 5월: 제19대 국회 후반기 국회운영위원회 위원
  - 2015년 1월~2015년 4월: 제19대 국회 정부 및 공공기관 등의 해외 자원개발 진상규명을 위한 국정조사 특별위원회 위원
- 2024년 5월 30일~: 제22대 국회의원(경기 남양주시 갑, 더불어민주당, 재선)
  - 2024년 6월~: 제22대 국회 전반기 과학기술정보방송통신위원회 위원장

## 저서
- 최민희. 《황금빛 똥을 누는 아기》. 다섯수레. 2001년 4월. ISBN 9788974781552
- 최민희. 《해맑은 피부를 되찾은 아이》. 문화유람. 2002년 11월. ISBN 9788995350409
- 최민희. 《엄마 몸이 주는 뽀얀 사랑》. 문화유람. 2004년 6월. ISBN 9788995350447
- 최민희. 《황금빛 똥을 누는 아기 1》. 21세기북스. 2007년 3월. ISBN 9788950911133
- 최민희. 《황금빛 똥을 누는 아기 2》. 21세기북스. 2007년 10월. ISBN 9788950912093
- 최민희. 《굿바이 아토피》. 21세기북스. 2009년 1월. ISBN 9788950917036
- 최민희,김유진. 《쉼 없이 걸어 촛불을 만났다》. 21세기북스. 2020년 3월. ISBN 9788950986872
- 조국백서추진위원회[8]. 《검찰개혁과 촛불시민》. 오마이북. 2020년 8월. ISBN 9788997780402

## 역대 선거 결과
|  | 36.45% |

|  | 38.42% |

|  | 46.55% |

|  | 51.08% |

## 소속 정당
| 소속 정당 | 소속 정당      | 소속 기간 | 비고           |
| --------- | -------------- | --------- | -------------- |
|           | 시민통합당     | 2011      | 창당 정계 입문 |
|           | 민주통합당     | 2011~2013 | 합당           |
|           | 민주당         | 2013~2014 | 당명 변경      |
|           | 새정치민주연합 | 2014~2015 | 합당           |
|           | 더불어민주당   | 2015~2018 | 당명 변경      |
|           | 무소속         | 2018~2022 | 탈당           |
|           | 더불어민주당   | 2022~현재 | 복당           |

## 같이 보기
- 대한민국 제19대 국회의원 선거 민주통합당 후보 목록#비례대표
- 남양주시 갑
- 남양주시의 국회의원
- 대한민국의 방송통신위원회 부위원장
- 대한민국의 방송통신위원회 위원장
- 국민참여당
- 시민통합당
- 친노